# Gmina Berowo
Gmina Berowo (mac. Општина Берово) – gmina we wschodniej Macedonii Północnej, położona przy granicy z Bułgarią.
Graniczy z gminami:
- na północy Pehczewo, Dełczewo, Winica
- na zachodzie Radowisz
- na południowym zachodzie Wasiłewo
- na południu Bosiłowo, Nowo Seło.

Skład etniczny (2002):
- 95,67%    – Macedończycy
- 3,29%     - Romowie
- 0,65%     - Turcy
- 0,39%     – pozostali

W skład gminy wchodzą:
- 1 miasto: Berowo
- 8 wsi: Budinarci, Władimirowo, Dworisze, Maczewo, Mitraszinci, Ratewo, Rusinowo, Smojmirowo.